# 赵胜轩
赵胜轩（1953年12月—），山东单县人。男，汉族。

## 生平
1975年1月参加工作，1974年5月加入中国共产党。中国人民大学哲学专业毕业。曾任中国社会科学院副院长、党组副书记（正部长级）。
1991年至2007年在中共中央办公厅调研室工作，曾任调研室副主任、主任。2007年1月至2013年4月任中共中央办公厅副主任。2011年7月至2013年4月任中共中央办公厅机关党委书记。
2013年4月，任中国社会科学院常务副院长、党组副书记（正部长级）。2016年2月，不再担任中国社科院常务副院长、党组副书记（正部长级）。
第十一届、十二届全国人民代表大会常务委员会委员，第十二届全国人大法律委员会委员。2016年2月，因违纪被责令辞去第十二届全国人民代表大会代表职务，其第十二届全国人民代表大会常务委员会委员、第十二届全国人大法律委员会委员职务也相应终止。